# 上薩波索阿區
6°45′57″S 76°48′50″W / 6.7658°S 76.8139°W
上薩波索阿區（西班牙語：Distrito de Alto Saposoa），是秘魯的一個區，位於該國中北部聖馬丁大區的瓦亞加省，始建於1963年9月13日，面積1,347.3平方公里，海拔高度420米，2005年人口2,156，人口密度每平方公里1.6人。